# ژنرال در سپیده‌دم درگذشت
ژنرال در سپیده دم درگذشت (به انگلیسی: The General Died at Dawn) فیلمی در ژانر ماجراجویی و درام به کارگردانی لوئیس مایلستون است که در سال ۱۹۳۶ منتشر شد. استان این فیلم دربارهٔ مزدوری است که در کشور جنگ زدهٔ چین، هنگامی که می‌خواهد دست از جنگ‌سالار فاسد بودن بردارد، با دختری زیبا آشنا می‌شود. این فیلم توسط چارلز جی. بوث و کلیفورد اودتس نگاشته شده بود.
بازیگران این فیلم عبارت اند از: گری کوپر، مادلین کارول، آکیم تامیروف و دادلی دیگز. مایلستون هم به صورت یک تک‌جلوه در فیلم بازی کرده است. این فیلم نامزد دریافت جایزه اسکار برای بهترین بازیگر نقش مکمل مرد، بهترین فیلم‌برداری و بهترین موسیقی فیلم شد.

## بازیگران
- گری کوپر
- مادلین کارول
- آکیم تامیروف
- پرتر هال
- دادلی دیگز
- ویلیام فرالی
- جوزف مایکل کریگن
- فیلیپ آن
- لئونید کینسکی
- جان اوهارا
- پل هاروی
- ویلی فونگ